# Leśna (województwo podlaskie)
Leśna – wieś w Polsce położona w województwie podlaskim, w powiecie hajnowskim, w gminie Narewka.
W latach 1975–1998 miejscowość administracyjnie należała do województwa białostockiego.
Prawosławni mieszkańcy wsi należą do parafii św. Mikołaja w Narewce, a wierni kościoła rzymskokatolickiego należą do parafii św. Jana Chrzciciela w Narewce.